# Bactrocera dispar
Bactrocera dispar är en tvåvingeart som först beskrevs av Hardy 1982.  Bactrocera dispar ingår i släktet Bactrocera och familjen borrflugor. Inga underarter finns listade.